# Caja Mágica
Caja Mágica (Nederlands: Toverdoos) is een sportcomplex gelegen aan de oever van de Manzanares in Madrid, Spanje. Het wordt voornamelijk gebruikt voor het ATP- en het WTA-tennistoernooi van Madrid. Het complex heeft drie banen met een schuifdak.
Het hoofdstadion biedt ruimte aan ruim 12.000 toeschouwers. In hetzelfde gebouw als dit hoofdstadion bevinden zich twee kleinere stadions, waarvan het ene 3500 en het andere 2500 zitplaatsen heeft. Als Spanje de organisatie van de Olympische Zomerspelen 2020 toegewezen had gekregen, zou de capaciteit van deze twee stadions werden verhoogd. Tokio kreeg echter de Spelen toegewezen. 
In het seizoen 2010/11 van de Asociación de Clubs de Baloncesto, de hoogste Spaanse basketbalcompetitie, was Caja Mágica het thuisstadion van Real Madrid. In januari 2013 diende het als een van de stadions voor het Wereldkampioenschap handbal mannen 2013. Spanje won hier zijn tweede titel door in de finale te winnen van Denemarken. Behalve voor sport wordt het ook gebruikt voor muziekevenementen, zoals de MTV Europe Music Awards in 2010.